# Andrenosoma purpurascens
Andrenosoma purpurascens är en tvåvingeart som först beskrevs av Walker 1856.  Andrenosoma purpurascens ingår i släktet Andrenosoma och familjen rovflugor. Inga underarter finns listade i Catalogue of Life.